# Коляда Сергій Федорович
Сергі́й Фе́дорович Коляда́ — український математик, фахівець із теорії динамічних систем та теорії хаосу. Провідний науковий співробітник відділу теорії динамічних систем Інституту математики НАН України. Доктор фізико-математичних наук, лауреат Державної премії України в галузі науки і техніки, Президент Київського математичного товариства (2006‒2014).

## Біографія
Сергій Федорович Коляда народився 7 грудня 1957 року в с. Коляди Гоголівського, нині — Шишацького району Полтавської області у родині Федора Володимировича Коляди (головного бухгалтера Пришибського сільського споживчого товариства) та Коляди (Колісник) Галини Миколаївни (доярки місцевого колгоспу «Перемога»). Рідний брат Коляда Микола (1962‒2016) — відомий український хокеїст.

### Освіта
- 1965‒1972 — Пришибська середня школа Шишацького району Полтавської області.
- 1972‒1975 — Республіканська спеціалізована школа-інтернат фізико-математичного профілю при Київському державному університеті імені Т. Г. Шевченка.
- 1975‒1980 — Механіко-математичний факультет Київського державного університету імені Т. Г. Шевченка, спеціальність «Математик».

Перші вчителі математики: Мишаста Галина Петрівна, Кованько Ірина Леонідівна та Савченко Леонід Миронович.

### Трудова діяльність
- 1980‒1985 — Київський завод «Червоний екскаватор», інженер-програміст.
- 1985‒1987 — Інститут гідробіології АН УРСР, молодший науковий співробітник.[5]
- 1987‒         — Інститут математики НАН України, провідний науковий співробітник.
- 1987‒1989 — Республіканська спеціалізована школа-інтернат фізико-математичного профілю при Київському державному університеті імені Т. Г. Шевченка, вчитель математики (за сумісництвом).
- 2006‒         — Механіко-математичний факультет Київського національного університету імені Т. Шевченка, професор кафедр: алгебри та математичної логіки; математичного аналізу (за сумісництвом).

### Звання та основні нагороди
- 1987 — Кандидат фізико-математичних наук, Інститут математики АН УРСР. Науковий керівник — Шарковський Олександр Миколайович.
- 2005 — доктор фізико-математичних наук, Інститут математики НАН України. Назва дисертації — «Топологічна динаміка: мінімальність, ентропія та хаос».
- 2010 — Державна премія України в галузі науки і техніки у складі групи дослідників за цикл наукових праць «Теорія динамічних систем: сучасні методи та їх застосування».[7]
- 2013 — Фон Нойманський професор Мюнхенського технічного університету[8]

## Науковий доробок
Основні напрямки досліджень — топологічна динаміка та маловимірні динамічні системи: мінімальні відображення, динамічна компактність, функціональні оболонки динамічних систем, теорія хаосу та ентропія. Разом зі своїми співавторами вченим уведено нові поняття та терміни в математику: «Алгебраїчна динаміка», «Динамічні числа», «Функціональна оболонка динамічної системи», «Чутливі динамічні системи в сенсі Лі-Йорка», «Динамічна топологія», «Динамічна компактність»; закладено основи нових напрямків та розв'язано ряд актуальних проблем теорії дискретних динамічних систем, що задаються неперервними відображеннями на компактних просторах.
Маловимірні динамічні системи: Для динамічної системи, заданої неперервним відображенням {\displaystyle T} відрізка прямої, описано топологічну структуру всіх {\displaystyle T}–зв'язних множин. Побудовано основи теорії трикутних неперервних відображень квадрата в себе. Мінімальні динамічні системи: Для неперервних відображень компактних гаусдорфових просторів встановлено існування тісного зв'язку між їх мінімальністю, зворотністю та відкритістю: мінімальне відображення є майже відкритим, а відкритим воно може бути лише тоді, коли воно є гомеоморфізмом; мінімальне відображення на компактному метричному просторі є майже взаємно однозначним відображенням; встановлено існування незворотних мінімальних відображень на торах розмірності {\displaystyle \geq 2}. Теорія хаосу та загальні проблеми топологічної динаміки: Розв'язано досить відому давню проблему про існування проксимальних, але не асимптотичних пар точок (тобто пар Лі–Йорка) в системах з додатною ентропією: системи з додатною топологічною ентропією є хаотичними за Лі–Йорком. Введено нову концепцію хаотичності динамічних систем, яка поєднує в собі терміни чутливої залежності від початкових умов та хаосу Лі–Йорка, — чутливість Лі–Йорка. Проведено аналіз властивостей таких систем у порівнянні з іншими. Топологічна ентропія: Означення топологічної ентропії поширено на неавтономні динамічні системи, що задаються послідовністю неперервних відображень на компактному просторі. Проведено детальне вивчення основних властивостей топологічної ентропії таких систем. Встановлено комутативну властивість топологічної ентропії для динамічних систем. Динамічна топологія: Галузь математики, де досліджуються топологічні властивості просторів чи відображень, які можуть бути описані в динамічних термінах, названо «Динамічною топологією».

### Деякі з основних наукових праць
- W. Huang, D. Khilko, S. Kolyada and G. Zhang, Dynamical compactness and sensitivity, Journal of Differential Equations, 260 (2016), 6800‒6827.
- S. Kolyada and Ju. Semikina, On topological entropy: when positivity implies +infinity, Праці Американського математичного товариства, 143 (2015), 1545‒1558.
- S. Kolyada, M. Misiurewicz and L. Snoha, Spaces of transitive interval maps, Ergodic Theory and Dynamical Systems[en], 35 (2015), 2151‒2170.
- С. Коляда, Топологічна динаміка: мінімальність, ентропія та хаос, Праці Інституту математики НАН України, Математика та її застосування, 89 (2011), 340 с.
- J. Auslander, S. Kolyada and L. Snoha, Functional envelope of a dynamical system, Nonlinearity[en], 20 (2007), 2245‒2269.
- С. Ф. Коляда, Чутливість Лі–Йорка та інші концепції хаосу, Український математичний журнал, 56 (2004), 1043‒1061; translation in Ukrainian Math. J. 56 (2004), 1242‒1257.
- E. Akin and S. Kolyada, Li-Yorke sensitivity, Nonlinearity[en], 16 (2003), 1421‒1433.
- F. Blanchard, E. Glasner, S. Kolyada and A. Maass, On Li-Yorke pairs, Journal für die reine und angewandte Mathematik (Crelle's Journal)[en], 547 (2002), 51‒68.
- S. Kolyada, L. Snoha and S. Trofimchuk, Noninvertible minimal maps, Fundamenta Mathematicae[en], 168 (2001), 141‒163.
- L. Alsedà, S. Kolyada, J. Llibre and L. Snoha, Entropy and periodic points for transitive maps, Transactions of the AMS, 351 (1999), 1551‒1573.
- S. Kolyada and L. Snoha, Topological entropy of nonautonomous dynamical systems, Random & Computational Dynamics, 4 (1996), 205‒233.
- S. F. Kolyada, On dynamics of triangular maps of the square, Ergodic Theory and Dynamical Systems[en], 12 (1992), 749‒768.

## Міжнародна співпраця
З 2001 року С. Ф. Коляда співпрацює з Інститутом математики Товариства Макса Планка (Бонн, Німеччина), де є гостьовим професором. Також він має наукове співробітництво з математиками Словаччини, Франції, Іспанії, США, Китаю. С. Коляда був організатором численних міжнародних наукових конференцій та форуми, зокрема: Радянсько-Іспано-Чехословацький симпозіум «Динамічні системи та їх застосування», Київ (1991, вчений секретар); Міжнародна INTAS конференція та Україно-Американський симпозіум «Динамічні системи та ергодична теорія», Кацівелі (2000); Семестр з алгебраїчної та топологічної динаміки, MPI, Бонн (2004); Пошуковий симпозіум Європейського наукового фонду «Динамічні системи: від алгебраїчної до топологічної динаміки», Бонн (2004); Міжнародна конференція «Геометрія та динаміка груп та просторів» пам'яті Олександра Резнікова, MPI, Бонн (2006); Семестр з динамічних систем та теорії чисел, MPI, Бонн (2009); Міжнародна конференція «Динамічні числа: взаємозв'язок теорії чисел і динамічних систем», MPI, Бонн (2009); Семестр «Динаміка та числа», MPI, Бонн (2014).
Читав лекції та робив наукові доповіді в університетах Австралії, Гонконгу, Іспанії, Китаю, Німеччини, Словаччини, США, Франції, Чехії, Чилі. Був співголовою наукового проєкту INTAS Open 97 «Ergodic Theory and Dynamical Systems», 1998‒2001. Отримав понад 10 грантів для фінансування міжнародних конференцій, зокрема, Європейської наукової фундації (ESF Exploratory Workshops Program), Математичного інституту Клея (Clay Mathematics Institute
Conferences and Workshops Program), Фонду цивільних досліджень та розвитку США та Національного наукового фонду США (US‒Ukraine Scientific Workshop Program), INTAS (INTAS
Monitoring Conference Program).

## Громадська діяльність
Є дійсним членом Американського математичного товариства, Товариства друзів IHES, Українського наукового клубу, Київського математичного товариства (президент 2006‒2014, наразі віце-президент).
С. Ф. Коляда — співголова Конкурсу Наукового товариства ім. Шевченка в Америці та фундації Україна-США для молодих математиків в Україні. Також ініціював створення стипендій ім. М. Остроградського 10 кращим студентам — математикам ВУЗів Києва від Всеукраїнської благодійної організації «Фонд сприяння розвитку математичної науки» та організував для цих студентів цикли лекцій з різних розділів математики в Інституті математики НАН України, 2001—2003.

## Захоплення
Баскетбол, футбол, спортивно-бальні танці, хокей. У складі команд студентів механіко-математичного факультету був чемпіоном першостей КДУ ім. Т. Г. Шевченка з баскетболу та футболу (1978 рік). Гравець команди КДУ ім. Т. Г. Шевченка з баскетболу, тренери — Юрій Виставкін та Анатолій Поливода (1976‒1980). З 2006 року — член футбольних клубів «Фортуна» (Київ) та «SFC Hofgarten United» (Бонн).